# Dôme des Platières
De Dôme des Platières is een 3473 meter hoge berg in het Franse departement Savoie. De berg behoort tot de Vanoise, deel van de Grajische Alpen en is gelegen ten zuiden van Mont Pourri.